# Aboriginal Memorial

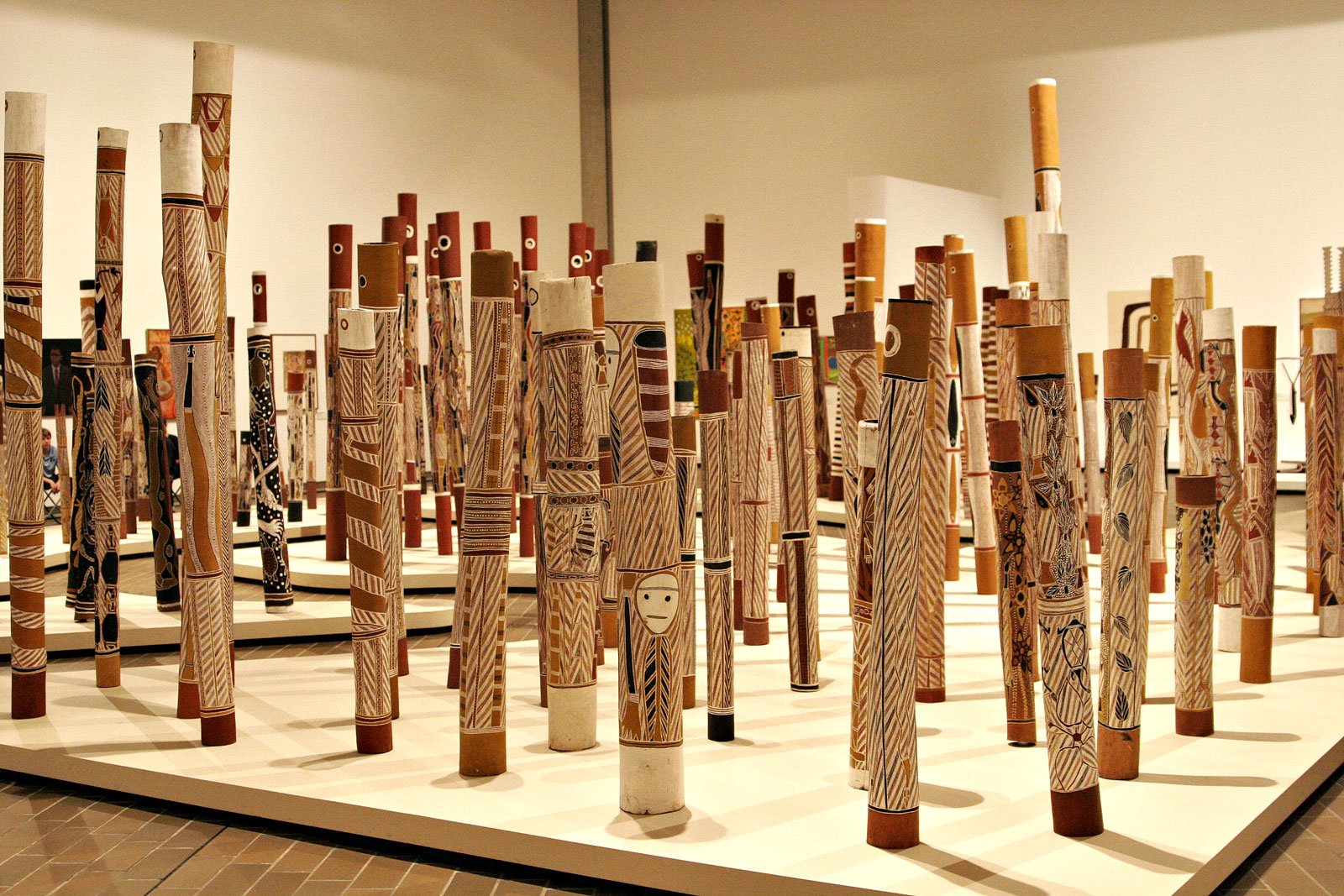
Aboriginal Memorial

Aboriginal Memorial är en australisk installation i National Gallery of Australia i Canberra i Australien.
Aboriginal Memorial består av 200 dekorerade kistor av ihåliga träd. Det har utformats av  Djon (John) Mundine  1987-88 och utförts praktiskt av 43 konstnärer från Ramingining och närliggande aboriginska samhällen i Central Arnhem Land i Northern Territory.
Installationen gjordes i samband med Australiens firande som 200-årig nation och är ett minnesmärke över de australiska aboriginer som dog till följd av den europeiska kolonisationen. Den inköptes av National Gallery of Australia, där den ingår i dess permanenta utställning i den 2010 invigda tillbyggnaden för inhemsk konst.
Ihåliga träd används över hela Arnhem Land-området för begravningsceremonier. De som ingår i Aboriginal Memorial har dock tillverkats för sitt konstnärliga ändamål. De görs av träd som gjorts ihåliga av termitangrepp, vilka målas med färger med naturpigment. Minnesmärket har en stig i mitten, vilken markerar Glyde Rivers sträckning genom Arnhem Land.